# Episodi di Steve Donovan, Western Marshal
La prima e unica stagione della serie televisiva Steve Donovan, Western Marshal venne trasmessa negli Stati Uniti d'America dal 24 settembre 1955 al 16 giugno 1956 in syndication.
| nº | Titolo originale      | Prima TV USA      |
| -- | --------------------- | ----------------- |
| 1  | The Midnight Election | 24 settembre 1955 |
| 2  | The Deputy            | 1º ottobre 1955   |
| 3  | Plague Town           | 8 ottobre 1955    |
| 4  | The Crooked Star      | 15 ottobre 1955   |
| 5  | Special Delivery      | 22 ottobre 1955   |
| 6  | Terror Town           | 29 ottobre 1955   |
| 7  | The School Teacher    | 5 novembre 1955   |
| 8  | Sketch Artist         | 12 novembre 1955  |
| 9  | Ghost Town            | 19 novembre 1955  |
| 10 | Journey Into Danger   | 26 novembre 1955  |
| 11 | The People's Choice   | 3 dicembre 1955   |
| 12 | Outlaw Actor          | 10 dicembre 1955  |
| 13 | Napoleon's Eagle      | 17 dicembre 1955  |
| 14 | Two Men Out           | 24 dicembre 1955  |
| 15 | Mystery Canyon        | 31 dicembre 1955  |
| 16 | Crisis at Canyonville | 7 gennaio 1956    |
| 17 | The Comanche Kid      | 14 gennaio 1956   |
| 18 | Journey to Justice    | 21 gennaio 1956   |
| 19 | Medicine Man          | 28 gennaio 1956   |
| 20 | Unbranded             | 4 febbraio 1956   |
| 21 | Decision at Noon      | 11 febbraio 1956  |
| 22 | Missouri Outlaw       | 18 febbraio 1956  |
| 23 | Stone River           | 25 febbraio 1956  |
| 24 | A Pair of Jacks       | 3 marzo 1956      |
| 25 | Crystal Gazers        | 10 marzo 1956     |
| 26 | The Imposters         | 17 marzo 1956     |
| 27 | Outlaw's Boy          | 24 marzo 1956     |
| 28 | The Hope Chest        | 31 marzo 1956     |
| 29 | The Coward            | 7 aprile 1956     |
| 30 | Gunfighter's Return   | 14 aprile 1956    |
| 31 | Widow's Warrant       | 21 aprile 1956    |
| 32 | The Green Star        | 28 aprile 1956    |
| 33 | White Cloud           | 5 maggio 1956     |
| 34 | The General           | 12 maggio 1956    |
| 35 | Shadow of Fear        | 19 maggio 1956    |
| 36 | The Border Shift      | 26 maggio 1956    |
| 37 | Shadow Gold           | 2 giugno 1956     |
| 38 | Poison Trail          | 9 giugno 1956     |
| 39 | Trail of the Dude     | 16 giugno 1956    |

## The Midnight Election
- Prima trasmissione: 24 settembre 1955

### Trama
Nonostante la legge sul suffragio femminile, un funzionario elettorale corrotto complotta per impedire alle donne di partecipare al voto alle urne.

## The Deputy
- Prima trasmissione: 1º ottobre 1955

### Trama
Un deputato cerca di saldare i suoi debiti di gioco permettendo al partner del giocatore di evadere di prigione.

## Plague Town
- Prima trasmissione: 8 ottobre 1955

### Trama
Alcuni fuorilegge fanno un'offerta per il controllo di una comunità afflitta da epidemie sequestrando l'unico siero disponibile.

## The Crooked Star
- Prima trasmissione: 15 ottobre 1955

### Trama
Donovan cerca di smascherare un fuorilegge che si atteggia a sceriffo.

## Special Delivery
- Prima trasmissione: 22 ottobre 1955

### Trama
Donovan sta scortando un prigioniero lungo una strada strettamente sorvegliata dalla banda del fuorilegge.

## Terror Town
- Prima trasmissione: 29 ottobre 1955

### Trama
Un timido editore assiste a un omicidio ma per paura non riesce o non vuole identificare il colpevole.

## The School Teacher
- Prima trasmissione: 5 novembre 1955

### Trama
Un insegnante di scuola è implicato in una serie di rapine effettuate ai danni di un ufficio postale.

## Sketch Artist
- Prima trasmissione: 12 novembre 1955

### Trama
Un artista aiuta Donovan nella ricerca di un'anziana fuorilegge.

## Ghost Town
- Prima trasmissione: 19 novembre 1955

### Trama
In una città fantasma, Donovan e Rusty incontrano un assassino.

## Journey Into Danger
- Prima trasmissione: 26 novembre 1955

### Trama
Donovan e Rusty cercano di risolvere una serie di rapine alle diligenze.

## The People's Choice
- Prima trasmissione: 3 dicembre 1955

### Trama
Un candidato sindaco corrotto fa rapire la figlia del suo avversario politico.

## Outlaw Actor
- Prima trasmissione: 10 dicembre 1955
- Regia: Charles D. Livingstone
- Sceneggiatura: Robert Schaefer, Eric Freiwald

### Trama
Un famigerato fuorilegge, che è un maestro del travestimento, pianifica una rapina alla ferrovia.  Donovan e Rusty si mettono alla sua ricerca senza sapere che costui è l'operatore telegrafico della città.
- Interpreti: Don Haggerty (Charlie Roach), Denver Pyle (Vic Hoyt), Paul Kerst (Herbert Scott), Edit Angold (Ma Ma Reiner), Pitt Herbert (impiegato dell'hotel)

## Napoleon's Eagle
- Prima trasmissione: 17 dicembre 1955
- Regia: Charles D. Livingstone
- Sceneggiatura: Francis P, Scannell

### Trama
Donovan e Rusty, sono ingaggiati sotto copertura come dissuasori dell'esercito per scoprire chi è il capo di una banda che sta pianificando una conquista dell'ovest, insieme a un gruppo di rivoluzionari francesi di stanza in Messico.
- Interpreti: Stephen Bekassy (Pierre Mourel), Walter Coy (Harry Baxter), Richard Avonde (Daff Kramer), Fred Graham (Towers), William Forrest (Marshal distrettuale), Paul Birch (sceriffo Townsend), Carolyn Craig (Joan Baxter), Gilbert Frye (portatore di dispacci francese), Wayne Burson, Rocky Shahan (due rivoluzionari francesi)

## Two Men Out
- Prima trasmissione: 24 dicembre 1955

### Trama
Donovan e una donna che, lasciato il marito, è stata derubata mentre si recava alla stazione sono tenuti in ostaggio da una sinistra banda di fuorilegge e Rusty deve salvarli. 

## Mystery Canyon
- Prima trasmissione: 31 dicembre 1955

### Trama
Donovan e Rusty setacciano un misterioso canyon alla ricerca di sfuggenti fuorilegge.

## Crisis at Canyonville
- Prima trasmissione: 7 gennaio 1956

### Trama
Lo sceriffo di una vicina contea si rifiuta misteriosamente di aiutare Donovan a catturare un presunto assassino.

## The Comanche Kid
- Prima trasmissione: 14 gennaio 1956

### Trama
Donovan e Rusty preparano una trappola per catturare lo sfuggente Comanche Kid.

## Journey to Justice
- Prima trasmissione: 21 gennaio 1956

### Trama
Donovan si ritrova ammanettato accanto a un assassino disperato.

## Medicine Man
- Prima trasmissione: 28 gennaio 1956

### Trama
Un medico amareggiato diventato fuorilegge deve fare una scelta difficile quando i suoi seguaci feriscono un giovane.

## Unbranded
- Prima trasmissione: 4 febbraio 1956

### Trama
Donovan incontra una feroce opposizione quando cerca di creare l'ufficio di un Marshal Service in una città senza legge.

## Decision at Noon
- Prima trasmissione: 11 febbraio 1956

### Trama
Donovan deve proteggere un giovane ladro imbronciato dai suoi complici, dalla sua famiglia e da una tribù indiana vendicatrice.

## Missouri Outlaw
- Prima trasmissione: 18 febbraio 1956
- Regia: Charles D. Livingstone
- Sceneggiatura: William R. Cox

### Trama
Rusty si finge un acquirente di bestiame portando una grossa somma di denaro al mercato, cercando di attirare e catturare la famigerata banda di Cantrell.
- Interpreti: Murvyn Vye (Red Cantrell), Angela Greene (Liz Lombard), Harry Lauter (Frank Cantrell), Robert Carson (Jackson Selby), Gregg Barton (Cass Older), Duane Thorsen (Bob Scranton)

## Stone River
- Prima trasmissione: 25 febbraio 1956

### Trama
Donovan viene a sapere che un negozio di merci secche viene utilizzato come copertura per un'operazione di contraffazione.

## A Pair of Jacks
- Prima trasmissione: 3 marzo 1956

### Trama
Donovan cerca di proteggere due fuorilegge da un linciaggio.

## Crystal Gazers
- Prima trasmissione: 10 marzo 1956

### Trama
Rusty sfrutta le sue doti di ventriloquo nel tentativo di intrappolare un assassino.

## The Imposters
- Prima trasmissione: 17 marzo 1956

### Trama
Donovan cerca di impedire a un fanatico ufficiale dell'esercito di scatenare una rivolta degli indiani.

## Outlaw's Boy
- Prima trasmissione: 24 marzo 1956

### Trama
Il figlio di un fuorilegge infonde una nuova ragione di vita a un dottore caduto in disgrazia.

## The Hope Chest
- Prima trasmissione: 31 marzo 1956

### Trama
Donovan cerca di aiutare un giovane a riabilitare il nome del padre defunto.

## The Coward
- Prima trasmissione: 7 aprile 1956

### Trama
Un assassino evade di prigione e si dirige, con lo scopo di ucciderli, verso gli uomini considerati responsabili della sua condanna: Lou Park e lo stesso Donovan.

## Gunfighter's Return
- Prima trasmissione: 14 aprile 1956

### Trama
Per farsi giustizia da solo, un giovane si trasforma in un pistolero professionista poiché dubita che la legge possa proteggere la sua famiglia.

## Widow's Warrant
- Prima trasmissione: 21 aprile 1956

### Trama
Un avido caposquadra complotta per far sfrattare il suo datore di lavoro, rimasto vedovo, dalla sua terra.

## The Green Star
- Prima trasmissione: 28 aprile 1956

### Trama
Un giovane cerca di sminuire la reputazione del padre, noto gangster, radunando da solo una banda di ladri.

## White Cloud
- Prima trasmissione: 5 maggio 1956

### Trama
Donovan cerca di convincere un banchiere diffidente a concedere un prestito agli indiani.

## The General
- Prima trasmissione: 12 maggio 1956

### Trama
Uno speculatore cerca di arricchirsi provocando una guerra tra tribù indiane.

## Shadow of Fear
- Prima trasmissione: 19 maggio 1956

### Trama
Donovan è alla ricerca dell'assassino di un componente del Marshal Service e le tracce lo conducono a una donna che ha terrorizzato un'intera città.

## The Border Shift
- Prima trasmissione: 26 maggio 1956

### Trama
Donovan fa richiesta di aiuto ad alcuni allevatori per inseguire alcuni ladri oltre il confine, ma costoro si mostrano riluttanti.

## Shadow Gold
- Prima trasmissione: 2 giugno 1956

### Trama
Gli abitanti della città si riuniscono per impedire a un medico di eseguire un intervento chirurgico di vitale importanza su un loro concittadino.

## Poison Trail
- Prima trasmissione: 9 giugno 1956

### Trama
Donovan e Rusty cercano di scagionare un giovane dall'accusa di rapina.

## Trail of the Dude
- Prima trasmissione: 16 giugno 1956

### Trama
Donovan si atteggia a fuorilegge per stanare una banda di desperados.